# Кубок Люксембургу з футболу 2006—2007
Кубок Люксембургу з футболу 2006–2007 — 82-й розіграш кубкового футбольного турніру в Люксембурзі. Титул вдруге поспіль здобув Ф91 Дюделанж.

## Календар
| Раунд           | Дата                        | Матчі | Клуби    |
| --------------- | --------------------------- | ----- | -------- |
| Перший раунд    | 30 серпня 2006              | 22    | 110 → 88 |
| Другий раунд    | 17 вересня 2006             | 16    | 88 → 72  |
| Третій раунд    | 29 жовтня 2006              | 22    | 72 → 50  |
| Четвертий раунд | 8-12 грудня 2006            | 18    | 50 → 32  |
| 1/16 фіналу     | 25 лютого - 14 березня 2007 | 16    | 32 → 16  |
| 1/8 фіналу      | 6-7 квітня 2007             | 8     | 16 → 8   |
| 1/4 фіналу      | 1-2 травня 2007             | 4     | 8 → 4    |
| 1/2 фіналу      | 16-17 травня 2007           | 2     | 4 → 2    |
| Фінал           | 26 травня 2007              | 1     | 2 → 1    |

## Регламент
Згідно з регламентом у перших чотирьох раундах грають клуби нижчих дивізіонів, клуби Національного футбольного дивізіону Люксембургу стартують з 1/16 фіналу. На всіх стадіях команди грають по одному матчу.

## 1/16 фіналу
| Команда 1                 | Рахунок      | Команда 2              |
| ------------------------- | ------------ | ---------------------- |
| 25 лютого 2007            |              |                        |
| Авенір (Бегген) (2)       | 2:2 пен. 4:2 | Мамер 32               |
| Женесс (Канах) (2)        | 0:3          | Вікторія Роспорт       |
| РМ Гамм Бенфіка (2)       | 0:1          | Петанж                 |
| Оберкорн (2)              | 0:0 пен. 3:2 | Женесс (Еш)            |
| Мінерва (Лінтген) (3)     | 3:4          | Діфферданж 03          |
| УНА Штрассен (3)          | 0:5          | Ф91 Дюделанж           |
| Гостерт (2)               | 1:2          | Вільц                  |
| ЦеБра 01 (2)              | 1:5          | Мондеркаж              |
| Рюмеланж (2)              | 0:0 пен. 1:3 | Расінг (Люксембург)    |
| Фола (2)                  | 1:2          | Прогрес                |
| Бердорф/Консдорф (3)      | 0:8          | Гревенмахер            |
| 7 березня 2007            |              |                        |
| Беттембург (3)            | 1:2          | Етцелла                |
| Ерпельданж (2)            | 1:3          | Свіфт                  |
| Женесс (Бівер) (4)        | 3:0          | Расінг (Труав'єрж) (4) |
| Коппхен (Вормельданж) (2) | 2:1          | Дикірх (3)             |
| 14 березня 2007           |              |                        |
| Женесс (Ширен) (2)        | 0:2          | Кер'єнґ                |

## 1/8 фіналу
| Команда 1                 | Рахунок | Команда 2        |
| ------------------------- | ------- | ---------------- |
| 6-7 квітня 2007           |         |                  |
| Коппхен (Вормельданж) (2) | 0:3     | Кер'єнґ          |
| Петанж                    | 2:0     | Вікторія Роспорт |
| Расінг (Люксембург)       | 0:1     | Свіфт            |
| Діфферданж 03             | 1:3     | Гревенмахер      |
| Авенір (Бегген) (2)       | 3:2 дч  | Прогрес          |
| Ф91 Дюделанж              | 5:3     | Вільц            |
| Мондеркаж                 | 2:3     | Етцелла          |
| Женесс (Бівер) (4)        | 1:0     | Оберкорн (2)     |

## 1/4 фіналу
| Команда 1          | Рахунок      | Команда 2           |
| ------------------ | ------------ | ------------------- |
| 1 травня 2007      |              |                     |
| Женесс (Бівер) (4) | 0:0 пен. 3:5 | Кер'єнґ             |
| 2 травня 2007      |              |                     |
| Свіфт              | 2:2 пен. 4:2 | Петанж              |
| Гревенмахер        | 3:1 дч       | Авенір (Бегген) (2) |
| Ф91 Дюделанж       | 2:0          | Етцелла             |

## 1/2 фіналу
| Команда 1      | Рахунок | Команда 2   |
| -------------- | ------- | ----------- |
| 16 травня 2007 |         |             |
| Ф91 Дюделанж   | 2:1     | Гревенмахер |
| 17 травня 2007 |         |             |
| Кер'єнґ        | 1:0     | Свіфт       |

## Фінал
| 26 травня 2007 |

| Ф91 Дюделанж                    | 2:1      | Кер'єнґ  |
| ------------------------------- | -------- | -------- |
| ді Грегоріо 33' Грущинський 41' | Протокол | Пейс 80' |

| Жозі Бартель, Люксембург Глядачів: 2 475 Арбітр: Антуан Местре |